# Leandra carassana
Leandra carassana är en tvåhjärtbladig växtart som först beskrevs av Dc., och fick sitt nu gällande namn av Célestin Alfred Cogniaux. Leandra carassana ingår i släktet Leandra och familjen Melastomataceae. Utöver nominatformen finns också underarten L. c. estrellensis.